# Ernesto Ardito
Ernesto Ardito (1972) es un cineasta y guionista argentino, su pareja Virna Molina, con quien realizó casi la totalidad de su obra. Entre sus trabajos se pueden destacar su ópera prima Raymundo (2003, sobre el cineasta desaparecido por la dictadura militar Raymundo Gleyzer, considerado el documental argentino más premiado con 18 premios internacionales), Corazón de fábrica (2008, sobre la fábrica Zanón de Neuquén, tomada y autogestionada por sus trabajadores), Memoria iluminada (por canal Encuentro, sobre los artistas Raymundo Gleyzer, Alejandra Pizarnik, María Elena Walsh y Paco Urondo, que nos permiten analizar el momento histórico y cultural que les tocó vivir), Alejandra Pizarnik (2013, sobre Alejandra Pizarnik), y  El futuro es nuestro (2014, sobre los desaparecidos del Colegio Nacional de Buenos Aires cual fue, de todos los colegios secundarios del país, el más castigado por la reacción y represión de los años ’70). Sus reconocidos documentales han recibido 30 premios a mayo del 2014. Junto con su esposa dictó seminarios sobre cine documental en diferentes universidades del mundo y trabajaron como jurados en festivales de cine.

## Filmografía
Director
- 2003. Raymundo, codirigido con Virna Molina, documental sobre el cineasta desaparecido por la dictadura militar Raymundo Gleyzer. Su ópera prima, ganadora de 15 premios internacionales y selección oficial de 40 festivales[5]
- 2008. Corazón de fábrica, codirigido con Virna Molina,[4] documental  sobre la fábrica Zanón de Neuquén, tomada y autogestionada por sus trabajadores, ganó una mención especial en el Festival Latinoamericano de Lleida.[6]
- 2011 Memoria iluminada Alejandra Pizarnik, codirigido con Virna Molina, documental sobre las vida de Alejandra Pizarnik.
- 2011 Nazión, ensayo documental sobre la historia del fascismo en Argentina, premiado en Italia.
- 2014. El futuro es nuestro, codirigido con Virna Molina, documental sobre los desaparecidos del Colegio Nacional de Buenos Aires cual fue, de todos los colegios secundarios del país, el más castigado por la reacción y represión de los años ’70).[3]
- 2017. Ataque de pánico sobre esta afección sicológica.
- 2017. Sinfonía para Ana, codirigido con Virna Molina, ficción basada en el libro homónimo de Gaby Meik sobre una alumna del Colegio Nacional de Buenos Aires, su militancia y sus amores en los años previos a la dictadura militar del '76.[7]
- 2021. Sexo y revolución

Actor
- 2002. Mataperros

## Televisión
- 2012. El futuro es nuestro, codirigido con Virna Molina, miniserie documental en cuatro episodios transmitido por el canal Encuentro sobre los desaparecidos del Colegio Nacional de Buenos Aires cual fue, de todos los colegios secundarios del país, el más castigado por la reacción y represión de los años ’70).[3]
- 2012. María Elena Walsh
- 2013. Alejandra, codirigido con Virna Molina, documental para televisión sobre la poeta Alejandra Pizarnik.